# ウヒ
ウヒ（朝: 우희 Woohee、1991年11月21日 - ）は、韓国の歌手、女優である。ガールズグループ「Dal★Shabet」と「UNI.T」のメンバー。女優ハン・ヘリンは従姉。

## 学歴
- 東亜放送芸術大学

## 人物
- 趣味は手紙書き、縄跳び
- 2012年6月、Dal★Shabetを脱退したビキの代わりとしてメンバーとして加入。メインボーカル担当。
- 2013年11月14日、SNSドラマ「インフィニットパワー」OSTのソロトラック「TowardsTomorrow」をリリースした

## ディスコグラフィ
- 2013年「無限動力」OST <明日へ>
- 2014年「来た！章麦」OST <私の愛こんにちは>

## 出演
- 2013年のドラマ「応答せよ1994」（特別出演）
- 2013年のウェブドラマ「無限動力」
- 2014年の映画「トンネル3D」
- 2014年シェアハウス
- 2015年のドラマ「七転び八起き救え」（特別出演）
- 2015年芸能「一人恋愛中」（VTR特別出演）
- 2015年のドラマ「ザ・ラバー」（特別出演）
- 2015年のドラマ「君を愛した時間」
- 2017年〜2018年KBS2「アイドルリブートプロジェクトよりユニット」
- 2018年KBS2「不朽の名曲-伝説を歌う」